# Hrvaćani (Prnjavor)
Hrvaćani (szerbül: Хрваћани), település Bosznia-Hercegovinában, a Bosanska Krajina és a Bosanska Posavina közötti átmeneti területen, Prnjavor község területén, a Szerb Köztársaságban. 

## Fekvése
Bosznia-Hercegovina északi részén, Banja Lukától légvonalban 20, közúton 30 km-re északkeletre, községközpontjától légvonalban 17, közúton 35 km-re nyugatra fekvő dombvidéken, a Prnjavort Banja Lukával összekötő főút mentén, 150-350 méteres tengerszint feletti magasságban található. 

## Népessége
| Nemzetiségi csoport | Népesség 1991 | Népesség 2013 |
| ------------------- | ------------- | ------------- |
| Szerb               | 596           | 377           |
| Bosnyák             | 0             | 0             |
| Horvát              | 7             | 7             |
| Jugoszláv           | 37            | 0             |
| Egyéb               | 30            | 27            |
| Összesen            | 670           | 411           |

## Története
A térség 1878-ig tartozott az Oszmán Birodalomhoz, ekkor a berlini kongresszus határozata alapján az Osztrák-Magyar Monarchia része lett. 1879-ben az első osztrák-magyar népszámlálás során a Prnjavori járáshoz tartozó Hrvaćani településnek 37 háztartása és 285 ortodox lakosa volt.  A monarchia szétesésével 1918-ban előbb a Szerb-Horvát-Szlovén Királyság, majd 1929-től a Jugoszláv Királyság része. Az 1929-es törvény értelmében, amikor Bosznia-Hercegovinát négy banovinára, Drinskára, Vrbaskára, Zetskára és Primorskára osztották, a település a Vrbaska banovina része lett, amelynek székhelye Banja Luka volt Jugoszlávia megszállása után a Független Horvát Állam (NDH) része lett. A második világháború után a település a szocialista Jugoszláviához tartozott. A daytoni békeszerződést követő területfelosztásnál a település Prnjavor község részeként a Szerb Köztársaság területéhez került.

## Nevezetességei
A Legszentebb Istenanya Szent Lepele tiszteletére szentelt ukrán görög katolikus temploma 1939-ben épült. A templom kereszt alaprajzú, ötoldalú apszissal és a közepén elhelyezett hagymakupolával, nyolcoldalú szerény méretű tamburával. A téglalap alakú portál felett egy újabb keletű, pillérekre helyezett háromszögletű, nyitott előcsarnok látható.